# Classic Performance Cars
Classic Performance Cars, zuvor AJ Performance Cars, war ein britischer Hersteller von Automobilen.

## Unternehmensgeschichte
Tony Butler, der zuvor für Deon Cars tätig war, gründete 1993 das Unternehmen AJ Performance Cars in Bruntingthorpe in der Grafschaft Leicestershire. Er begann mit der Produktion von Automobilen und Kits. Der Markenname lautete CPC. 1994 folgte die Umfirmierung in Classic Performance Cars und der Umzug nach Dyserth in Denbighshire (Wales). 1995 endete die Produktion. Insgesamt entstanden etwa drei Exemplare.
NF Auto Developments setzte die Produktion unter eigenem Markennamen fort.

## Fahrzeuge
Der AJ 4 S ähnelte dem P 4 von Noble Automotive. Von diesem Modell entstand 1993 nur ein Exemplar.
Der CPC 3 war eine Weiterentwicklung. Es war die Nachbildung des Rennsportwagens Ferrari P 3.